# Madron Seligman
Madron Richard Seligman (n. 10 noiembrie 1918, Leatherhead, Anglia, Regatul Unit al Marii Britanii și Irlandei – d. 9 iulie 2002) a fost un om politic britanic, conservator, membru al Parlamentului European în grupul creștin-democrat în perioadele 1979-1984, 1984-1989 și 1989-1994 din partea Regatului Unit.
Născut într-o familie de oameni de afaceri de origine evreiască din Germania, cu ramuri în SUA și Marea Britanie, și având rădăcini scoțiene din partea mamei, Madron Seligman s-a bucurat de multă considerație și popularitate, în 1979 intrând în Guinness World Records din cauza numărului record - pe întreaga Europă -  de alegători care l-au votat pentru Parlamentul european (95 484 voturi).
A fost un prieten foarte apropiat al lui Sir Edward Heath, pe care l-a cunoscut în anii de studenție și care a ajuns prim-  ministru al Marii Britanii. Heath, celibatar toata viața lui, a fost adesea oaspetele familiei Seligman, și a fost nașul la botezul fiilor lui Mardon Seligman. 
Tatăl său, dr.Richard Seligman, inițial industriaș metalurg, a fondat compania APV Exports, specializată mai ales în echipament destinat industriei alimentelor și  băuturilor. 
Mama sa, Hilda născută Mac Dowell, a fost sculptoriță și scriitoare. Fratele cel mare, Adrian (1909-2003) a fost marinar, ofițer de marină, scriitor și om de afaceri.
Familia a găzduit în anii 30 în casa lor din Wimbledon numeroase personalități, între care  Mahatma Gandhi și pe Haile Selassie, împăratul Etiopiei.
Madron Seligman a studiat la Rokeby School, Wimbledon, Harrow, și apoi științele politice, filosofia și economia la Balliol College, Oxford. A fost un bun sportiv in domeniul rugby-ului, cricket-ului și tenisului, dar s-a distins în primul rând ca schior, în care calitate a reprezentat Universitatea Oxford, și a făcut parte din echipa britanică la olimpiada de iarnă din 1952.
În anul 1940 a fost ales președintele clubului studențesc Oxford Union.
În 1939, vorbitor de germană fluentă, împreună cu prietenul său Edward Heath a făcut o excursie în Germania și Polonia - la Danzig  și Varșovia- , iar apoi la Leipzig. Surprinși de starea conflictuală  de la sfârșitul lunii august 1939, cei doi, și mai ales Seligman, cu numele său de familie specific evreiesc, au provocat îngrijorare familiilor și serviciilor diplomatice britanice până au reușit să părăsească zona și să ajungă cu bine în Franța cu două zile înainte de izbucnirea celui de-al Doilea Război Mondial.
Dar mai apoi, amândoi amicii au trecut adevărata probă a focului când au participat la războiul antihitlerist. Seligman a luptat ca transmisionist în divizia a 6-a regală de blindate, în Africa de Nord și Italia, participând la bătălia de la Monte Cassino și ajungând la finele războiului la gradul de maior.
După război a lucrat în firma familiei (grupul AVP cuprinzând 60  de companii în întreaga lume) în posturi de director, între anii 1951-1984 fiind decorat de regină pentru activitatea sa.
Între anii 1960 - 1988 a fost președintele companiei de incinerare Incinco.
În politică, a fost un fervent apărător al cauzei uniunii europene, s-a ocupat de politica energiei și a promovat, între altele, legi în favoarea apărării drepturilor animalelor.
A trăit cea mai mare parte a anilor la  Michelpage House, Nuthurst, lângă Horsham.
Căsătorit fiind din 1947 cu Nancy Joan Marks, a avut trei fii și o fiică. Unul din fii, Lincoln Seligman, jurist ca formație, a devenit după vârsta de 30 ani un apreciat sculptor și pictor.